# Lyttelton Peak
Der Lyttelton Peak ist ein 2334 m hoher Berg in der antarktischen Ross Dependency. In den Churchill Mountains ist er die höchste Erhebung der Cobham Range.
Teilnehmer einer von 1961 bis 1962 durchgeführten Kampagne im Rahmen der New Zealand Geological Survey Antarctic Expedition benannten ihn nach dem Familiennamen von Charles Lyttelton, 10. Viscount Cobham (1909–1977), Generalgouverneur von Neuseelands von 1957 bis 1962.